# 聖若瑟主教座堂 (斯旺西)
聖若瑟主教座堂（英語：The Cathedral Church of Saint Joseph）是位於英國威爾斯斯旺西的一座羅馬天主教的主教座堂。這座教堂是天主教墨涅維亞教區的主教座堂。教堂與1888年11月25日開始對外開放，是一座二級保護建築。

## 外部連結

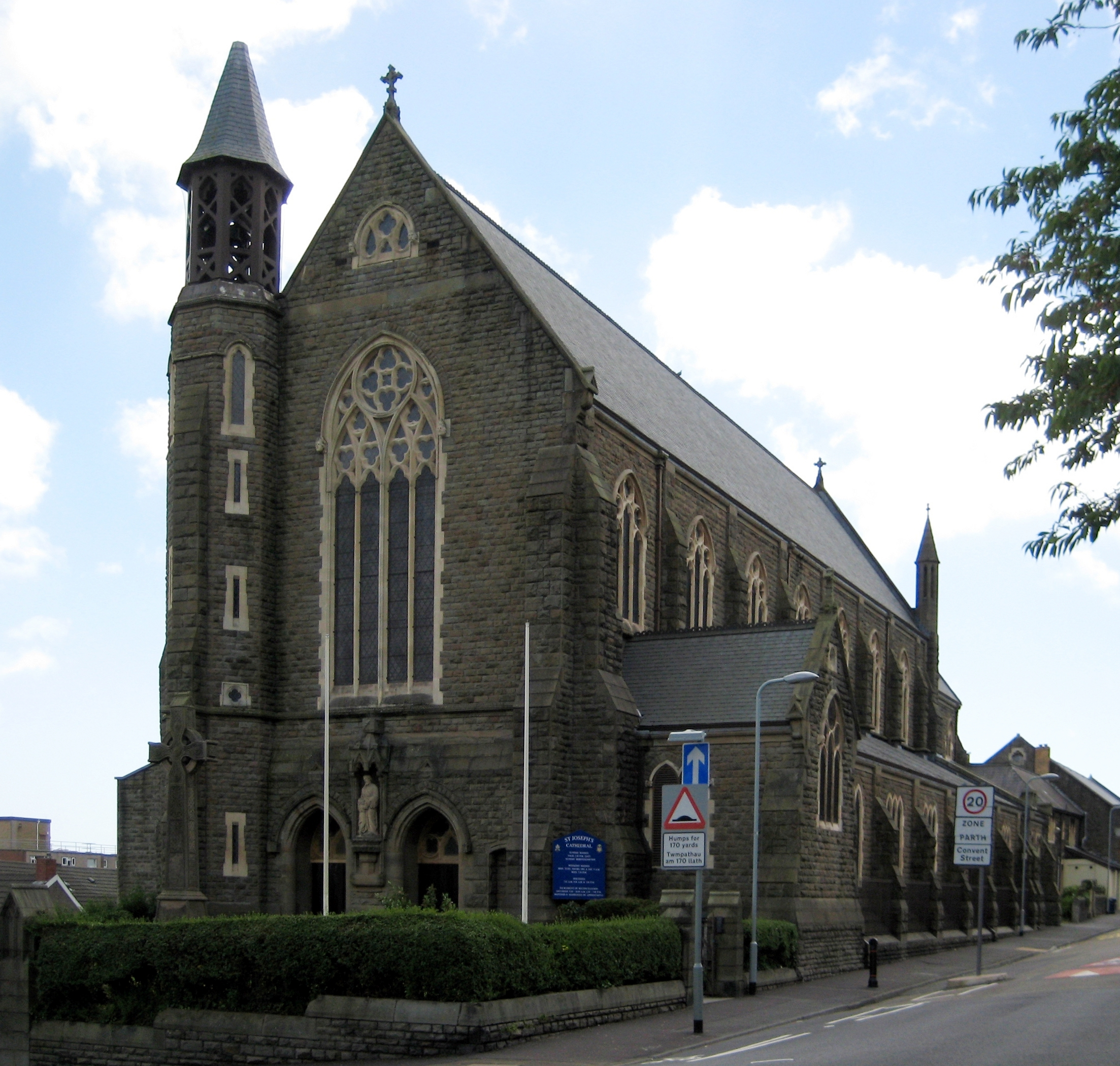

- Diocese of Menevia: The Cathedral